# FreeBase (2 Chainz)
| Recensione | Giudizio |
| ---------- | -------- |
| Pitchfork  | 7.2/10   |

FreeBase è il primo EP del rapper statunitense 2 Chainz, pubblicato dalla sua etichetta The Real University il 5 maggio 2014. 
La copertina è costituita da un'immagine di Richard Pryor disteso che indossa due catene come collane.
Il 7 giugno 2014 è stato pubblicato il video ufficiale di They Know sul canale YouTube ufficiale di 2 Chainz, il 20 giugno 2014 è stato pubblicato il video ufficiale di Flexin’ on my Baby Mama, mentre il 25 luglio dello stesso anno è stato pubblicato il video ufficiale di Freebase.

## Antefatti
L'EP è stato annunciato il 15 aprile 2014 da 2 Chainz stesso.
Al momento dell'annuncio erano previste 5 tracce.

## Tracce
1. Don’t Do It (Intro) – 1:27
2. Trap Back – 2:40 (musica: 808xELiTE & Street Symphony)
3. Freebase – 3:36 (musica: Honorable C.N.O.T.E.)
4. Flexin’ on my Baby Mama – 3:41 (musica: DJ Paul & TWhy)
5. Wuda Cuda Shuda (feat. Boosie Badazz) – 4:10 (musica: Mike WiLL Made-It)
6. Crib in My Closet (feat. A$AP Rocky & Rick Ross) – 4:14 (musica: Southside, TM88 & Metro Boomin)
7. They Know (feat. Cap-1 & Ty Dolla $ign) – 3:35 (musica: Young Chop)

## Campionamenti
- Don’t Do It (Intro) include un discorso del comico Shane Caldwell[8]
- Trap Back campiona Live on Stage dei Dilated Peoples, estratta da Expansion Team del 2001[9]
- Wuda Cuda Shuda fa parte della playlist Trappin’ A’int Eazy Vol. 3 del 2015[10]
- They Know è inclusa anche nell'album Caviar Dreams di Cap-1 del 2014. Fa inoltre parte della playlist Trap Still Boomin’ 2 del 2014[11]